# Velika nagrada Tunisa
Velika nagrada Tunisa je bila dirka za Veliko nagrado, ki je med sezonama 1928 in 1936 potekala v Le Bardu in Kartagini v francoski organizaciji. Najuspešnejši dirkač na tej dirki je Achille Varzi s tremi zmagami, med moštvi pa Bugatti z istim številom uspehov. Dirka je v tridesetih letih veljala za eno najhitrejših sploh.

## Zmagovalci
| Leto | Zmagovalec          | Moštvo        | Dirkališče | Poročilo |
| ---- | ------------------- | ------------- | ---------- | -------- |
| 1928 | Marcel Lehoux       | Bugatti       | La Bardo   | Poročilo |
| 1929 | Gastone Brilli-Peri | Alfa Romeo    | La Bardo   | Poročilo |
| 1931 | Achille Varzi       | Bugatti       | Kartagina  | Poročilo |
| 1932 | Achille Varzi       | Bugatti       | Kartagina  | Poročilo |
| 1933 | Tazio Nuvolari      | Alfa Romeo    | Kartagina  | Poročilo |
| 1935 | Achille Varzi       | Auto Union    | Kartagina  | Poročilo |
| 1936 | Rudolf Caracciola   | Mercedes-Benz | Kartagina  | Poročilo |